# Eurocopa Femenina de Futbol 2017
L'Eurocopa Femenina de Futbol 2017 va ser la dotzena edició de la competició. Es va jugar del 16 de juliol al 7 d'agost als Països Baixos. Fou la primera edició amb setze seleccions, després de dues edicions amb dotze. La fase de classificació finalitzà l'octubre del 2016.

## Classificació

### Fase prèvia
|        | 1r           | 2n          | 3r           | 4t            |
| ------ | ------------ | ----------- | ------------ | ------------- |
| Grup A | Moldàvia (6) | Letònia (4) | Lituània (4) | Luxemburg (3) |
| Grup B | Geòrgia (6)  | Feroe (6)   | Malta (6)    | Andorra (0)   |

### Fase regular
|        | 1r              | 2n             | 3r             | 4t               | 5è             |
| ------ | --------------- | -------------- | -------------- | ---------------- | -------------- |
| Grup A | Islàndia (21)   | Escòcia (21)   | Eslovènia (9)  | Belarús (9)      | Macedònia (0)  |
| Grup B | Espanya (24)    | Portugal (13)  | Finlàndia (13) | Irlanda (9)      | Montenegro (0) |
| Grup C | França (24)     | Romania (16)   | Ucraïna (13)   | Grècia (6)       | Albània (0)    |
| Grup D | Suècia (21)     | Dinamarca (19) | Polònia (10)   | Eslovàquia (9)   | Moldàvia (0)   |
| Grup E | Alemanya (24)   | Rússia (14)    | Hongria (8)    | Croàcia (7)      | Turquia (4)    |
| Grup F | Suïssa (24)     | Itàlia (18)    | Txèquia (10)   | Irlanda Nord (7) | Geòrgia (0)    |
| Grup G | Anglaterra (22) | Bèlgica (17)   | Sèrbia (10)    | Bòsnia (9)       | Estònia (0)    |
| Grup H | Noruega (22)    | Àustria (17)   | Gal·les (11)   | Kazakhstan (4)   | Israel (2)     |

### Repesca
| (pr) Portugal | 0-0 | 1-1 | Romania |

## Torneig final

### Sorteig
| Bombo 1 | Països Baixos | Alemanya | França  | Anglaterra |
| Bombo 2 | Noruega       | Suècia   | Espanya | Suïssa     |
| Bombo 3 | Itàlia        | Islàndia | Escòcia | Dinamarca  |
| Bombo 4 | Àustria       | Bèlgica  | Rússia  | Portugal   |

### Primera Fase
| Grup A | Països Baixos (9) | Dinamarca (6) | Bèlgica (3) | Noruega (0)  |
| Grup B | Alemanya (7)      | Suècia (4)    | Rússia (3)  | Itàlia (3)   |
| Grup C | Àustria (7)       | França (5)    | Suïssa (4)  | Islàndia (0) |
| Grup D | Anglaterra (9)    | Espanya (3)   | Escòcia (3) | Portugal (3) |

### Fases finals
|  | Quarts de final           | Quarts de final   |                      |       | Semifinals | Semifinals |  |  | Final | Final |
|  |                           |                   |                      |       |            |            |  |  |       |       |
|  | 29 de juliol - Doetinchem |                   |                      |       |            |            |  |  |       |       |
|  |                           |                   |                      |       |            |            |  |  |       |       |
|  | Països Baixos             | 2                 |                      |       |            |            |  |  |       |       |
|  | Països Baixos             | 2                 | 3 d'agost - Enschede |       |            |            |  |  |       |       |
|  | Suècia                    | 0                 |                      |       |            |            |  |  |       |       |
|  | Suècia                    | 0                 | Països Baixos        | 3     |            |            |  |  |       |       |
|  | 30 de juliol - Deventer   |                   | Països Baixos        | 3     |            |            |  |  |       |       |
|  |                           | Anglaterra        | 0                    |       |            |            |  |  |       |       |
|  | Anglaterra                | Anglaterra        | 0                    | 1     |            |            |  |  |       |       |
|  | Anglaterra                |                   | 6 d'agost - Enschede | 1     |            |            |  |  |       |       |
|  | França                    | 0                 |                      |       |            |            |  |  |       |       |
|  | França                    | 0                 | Països Baixos        | 4     |            |            |  |  |       |       |
|  | 29 de juliol - Rotterdam  |                   | Països Baixos        | 4     |            |            |  |  |       |       |
|  |                           | Dinamarca         | 2                    |       |            |            |  |  |       |       |
|  | Alemanya                  | Dinamarca         | 2                    | 1     |            |            |  |  |       |       |
|  | Alemanya                  | 3 d'agost - Breda |                      | 1     |            |            |  |  |       |       |
|  | Dinamarca                 | 2                 |                      |       |            |            |  |  |       |       |
|  | Dinamarca                 | 2                 | Dinamarca (p)        | 0 (3) |            |            |  |  |       |       |
|  | 30 de juliol - Tilburg    |                   | Dinamarca (p)        | 0 (3) |            |            |  |  |       |       |
|  |                           | Àustria           | 0 (0)                |       |            |            |  |  |       |       |
|  | Àustria (p)               | Àustria           | 0 (0)                | 0 (5) |            |            |  |  |       |       |
|  | Àustria (p)               |                   |                      | 0 (5) |            |            |  |  |       |       |
|  | Espanya                   | 0 (3)             |                      |       |            |            |  |  |       |       |
|  | Espanya                   | 0 (3)             |                      |       |            |            |  |  |       |       |

- Màxima golejadora: Jodie Taylor (5 gols)
- Millor jugadora (MVP): Lieke Martens